# ミシシッピ郡 (アーカンソー州)
ミシシッピ郡（英: Mississippi County）は、アメリカ合衆国アーカンソー州の北東部に位置する郡である。2010年国勢調査での人口は46,480人であり、2000年の51,979人から10.6%減少した。郡庁所在地は2つあり、北部はブライスビル市（人口15,620人）であり、南部はオセオラ市（人口7,757人）である。ミシシッピ郡は1833年11月1日に設立され、郡名は郡の東側境界（州境）になっているミシシッピ川に因んで名付けられた。
ミシシッピ郡はその全体でブライスビル小都市圏を構成している。アメリカ合衆国下院議員を選ぶ選挙区ではアーカンソー州第1選挙区に入っているが、全米の下院議員選挙区の中で最貧区になっている。
郡内農園主のジェファーソン・W・スペックが1950年と1952年に共和党からアーカンソー州知事候補として出馬した。

## 地理
アメリカ合衆国国勢調査局に拠れば、郡域全面積は919.731平方マイル (2,382.1 km2)であり、このうち陸地898.258平方マイル (2,326.5 km2)、水域は21.48平方マイル (55.6 km2)で水域率は2.34%である。

### 主要高規格道路
| - 州間高速道路55号線 - アメリカ国道61号線 - アーカンソー州道14号線 - アーカンソー州道18号線 - アーカンソー州道18号線産業道路 - アーカンソー州道77号線 - アーカンソー州道118号線 | - アーカンソー州道119号線 - アーカンソー州道135号線 - アーカンソー州道136号線 - アーカンソー州道137号線 - アーカンソー州道137号線支線 - アーカンソー州道140号線 - アーカンソー州道150号線 | - アーカンソー州道151号線 - アーカンソー州道158号線 - アーカンソー州道181号線 - アーカンソー州道239号線 - アーカンソー州道239号線支線 - アーカンソー州道947号線 |

### 隣接する郡
- ダンクリン郡 (ミズーリ州) - 北西
- ペミスコット郡 (ミズーリ州) - 北
- ダイヤー郡 (テネシー州) - 北東
- ローダーデール郡 (テネシー州) - 東
- ティプトン郡 (テネシー州) - 南東
- クリッテンデン郡 - 南
- ポインセット郡 - 南西
- クレイグヘッド郡 - 西

### 国立保護地域
- ビッグ湖国立野生生物保護区

## 人口動態

人口ピラミッド

以下は2000年の国勢調査による人口統計データである。
| 基礎データ - 人口: 51,979人 - 世帯数: 19,349 世帯 - 家族数: 13,911 家族 - 人口密度: 22人/km2（58人/mi2） - 住居数: 22,310軒 - 住居密度: 10軒/km2（25軒/mi2） 人種別人口構成 - 白人: 64.45% - アフリカン・アメリカン: 32.70% - ネイティブ・アメリカン: 0.26% - アジア人: 0.38% - 太平洋諸島系: 0.03% - その他の人種: 1.07% - 混血: 1.12% - ヒスパニック・ラテン系: 2.25% 年齢別人口構成 - 18歳未満: 29.6% - 18-24歳: 9.9% - 25-44歳: 27.5% - 45-64歳: 20.8% - 65歳以上: 12.2% - 年齢の中央値: 33歳 - 性比（女性100人あたり男性の人口） - 総人口: 91.8 - 18歳以上: 87.7 | 世帯と家族（対世帯数） - 18歳未満の子供がいる: 36.0% - 結婚・同居している夫婦: 50.0% - 未婚・離婚・死別女性が世帯主: 174% - 非家族世帯: 28.1% - 単身世帯: 24.7% - 65歳以上の老人1人暮らし: 10.7% - 平均構成人数 - 世帯: 2.64人 - 家族: 3.15人 収入と家計 - 収入の中央値 - 世帯: 27,479米ドル - 家族: 32,648米ドル - 性別 - 男性: 29,645米ドル - 女性: 19,782米ドル - 人口1人あたり収入: 13,978米ドル - 貧困線以下 - 対人口: 23.0% - 対家族数: 19.0% - 18歳未満: 31.1% - 65歳以上: 19.8% |

### 収入

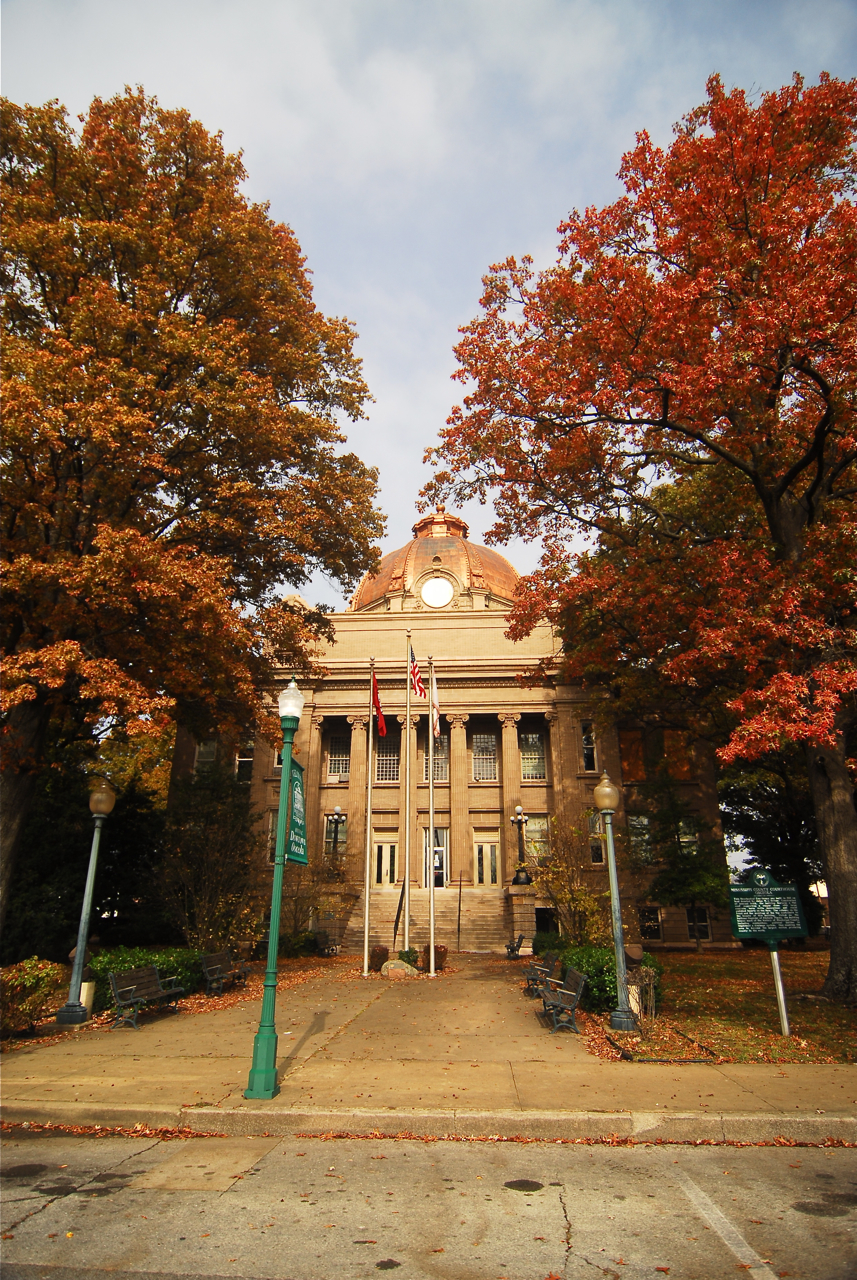
オセオラにある歴史ある裁判所

## 都市と町
| - バセット - バードソング - ブライスビル - 郡庁所在地 - バーデット - デル | - ダイエス - エトワー - ゴスネル - ジョイナー | - カイザー - リーチビル - ルクソラ - マニラ | - マリー - オセオラ - 郡庁所在地 - ビクトリア - ウィルソン |

## 郡区
アーカンソー州の郡はさらに郡区に小区分されている。各郡区には未編入領域と、編入済み自治体がある。現代の郡区にはその維持目的が限られたものになっている。アメリカ合衆国国勢調査局は郡区を元に人口を集計している。また系図調査など歴史的な目的には価値がある。1つ以上の郡区に入っている町や都市は統計調査に基づいて扱われる。ミシシッピ郡の郡区は下記リストの17区であり、その中に含まれる町や都市を括弧書きしている。
- ビッグレイク（マニラ）
- ボーウェン（ゴスネル）
- バーデット（バーデット）
- カナディアン
- カーソン（マリー）
- チカソーバ（ブライスビル）
- ダイエス（ダイエス）
- フレッチャー（ルクソラ、ビクトリア）
- ゴールデンレイク（ウィルソン）
- ハーフムーンレイク
- ヘクター（デル）
- リトルリバー
- マクガボック（ジョイナー）
- モンロー（カイザー、オセオラ）
- ニール（リーチビル）
- スコット（バセット）
- ウィットン（バードソング）